# Petit château de Sceaux
Pour les articles homonymes, voir Petit-Château.
Le Petit château de Sceaux est un château français de style classique situé au 9 rue du Docteur-Berger à Sceaux (Hauts-de-Seine), construit en 1661 pour Nicolas Boindin.

## Historique
Nicolas Boindin, notaire au Châtelet de Paris achète en 1629 la ferme de La Courge, et fait construire le Petit château en 1661. Le 22 novembre 1644, il échange avec Jean de Saint-Jean, notaire au Châtelet, une vigne à Sceaux contre une rente au profit de la famille de Marie Bouttemotte, l'épouse de Jean de Saint-Jean. Nicolas Boindin meurt en février ou mars 1662 et les travaux sont poursuivis par son fils, Nicolas, conseiller du roi, chargé des affaires immobilières de la ville de Paris. Le bâtiment est vendu par les héritiers de Nicolas Boindin fils au conseiller d'État François Le Boult.
En 1682, Jean-Baptiste Colbert (1619-1683) l'achète  à François Le Boult et l'intègre à son domaine de Sceaux. Il fait de ce lieu la résidence de ses invités. Trois ans plus tard, à la mort de son père, c'est son fils, Jean-Baptiste Colbert de Seignelay (1651-1690), qui en hérite.
Plus tard, Louise Bénédicte de Bourbon-Condé, duchesse du Maine, le réserve pour ses enfants afin de les tenir à l'écart des mondanités de la cour, et sous la responsabilité de Madame de Malézieu chargée de leur éducation.
Le duc de Penthièvre y logera son aumônier, ainsi que son trésorier Cornuo.
En 1935 eut lieu au Petit château la Cour d'amour de tradition félibréenne.
De 1948 aux années 1960, le rez-de-chaussée et premier étage abritèrent une bibliothèque municipale et les services financiers de l'Enregistrement.
Le Petit château reçut le siège du Conseil d'architecture, d'urbanisme et d'environnement (C.A.U.E.) des Hauts-de-Seine jusqu'en 2009, et rejoint le musée de l'Île-de-France, devenu, en 2014, musée du Domaine départemental de Sceaux.
Depuis le 3 décembre 2022, le Petit château de Sceaux accueille les premières œuvres qui seront présentées au futur musée du Grand Siècle actuellement en construction, qui sera consacré à l’histoire et l’art du XVIIe siècle français, et qui ouvrira ses portes en 2026 à Saint-Cloud.

## Architecture
On accède à la demeure par un portail monumental en pierre de taille, encadré de pilastres, surmonté d'un fronton triangulaire, ouvrant sur une cour pavée, avec les communs à gauche, formant une aile de retour, qui sont les restes de la ferme de La Courge. Ils sont couverts en tuile plate sur un toit à longs pans brisés et croupe brisée. Le portail est inscrit à l'inventaire supplémentaire des monuments historiques en 1931. Un jardin de fleurs odoriférantes se trouvait devant la façade Est, et au Sud un long bassin renfermait autrefois des carpes.
Cette bâtisse du XVIIe siècle de plan rectangulaire régulier a la particularité d'avoir deux façades opposées quasiment symétriques. C'est une des plus anciennes constructions du parc de Sceaux. L'enduit qui recouvre actuellement les façades masque la brique d'origine, et la toiture originale en tuile a été remplacée par une toiture en ardoise à longs pans et croupe sur lequel reposent des paires de lucarnes encadrant le fronton triangulaire avec une baie en son centre. 
Vaste bâtiment avec sept fenêtres de façades sur trois étages bâtis sur des caves voûtées, les deux niveaux du Petit château présentaient jadis des chaînes d'angle et des encadrements en pierre rectilignes autour des hautes baies.
À l'intérieur, quelques boiseries et un bel escalier desservant les étages. Le rez-de-chaussée se compose de cinq à six pièces avec, à mi-étage, des pièces servant dans leur destination première de garde-robe.
Le jardin fut reconstitué à partir de fouilles archéologiques et de documents anciens. Au Nord se trouvent deux fontaines de rocailles agrémentées de coquillages exotiques, encadrées de treillages. Devant la façade Est, un bassin octogonal avec en son centre une statue-fontaine en bronze et cuivre, L'Olympe (1988), par la sculptrice Claude Lalanne. Autrefois s'y trouvaient des automates, que cette sculpture évoque par son aspect.

## Propriétaires et locataires

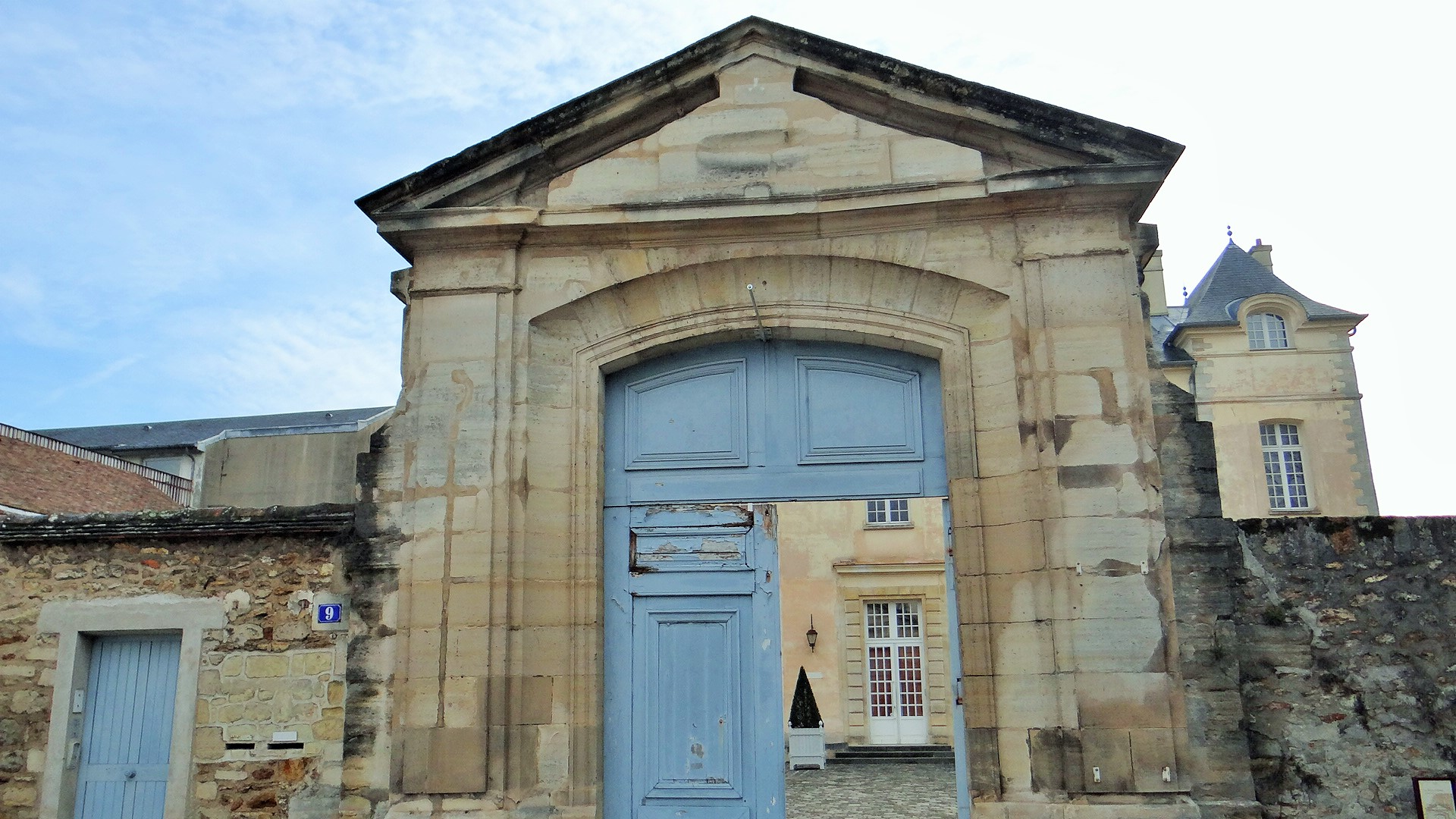
Portail monumental de l'entrée du Petit Château.

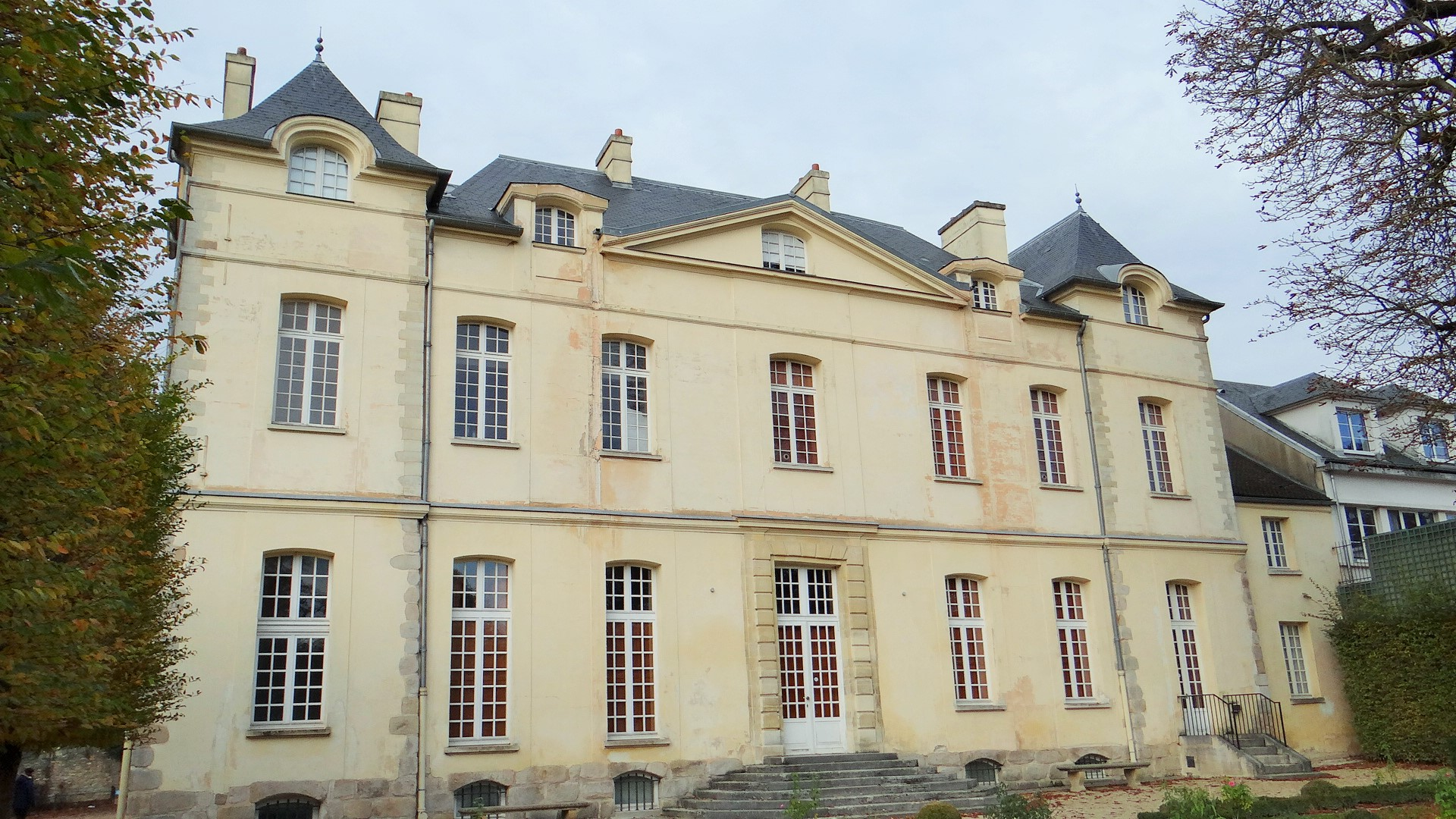
Petit Château, côté jardin.

- 1661 : Nicolas Boindin, notaire au Châtelet de Paris, (mort en février ou mars 1662) et Marie-Madeleine Muret son épouse[8]
- 1662 : Nicolas Boindin, conseiller du roi, fils du précédent
- Avant 1680 : François Le Boult (mort en 1680)
- Vers 1682 : Jean-Baptiste Colbert (1619-1683)
- 1683-1690 : Jean-Baptiste Colbert de Seignelay (1651-1690), fils du précédent
- 1690-1699 : Catherine-Thérèse de Goyon de Matignon-Thorigny, épouse de Seignelay et ses cinq enfants. Le tuteur vend Sceaux au duc et à la duchesse du Maine
- 1700-1736 : Louis Auguste de Bourbon (1670-1736), duc du Maine
- 1736-1753 : Louise-Bénédicte de Bourbon, duchesse du Maine
- 1753-1755 : Louis Auguste de Bourbon (1700-1755), prince de Dombes, et comte d'Eu, hérite de ses parents le duc et la duchesse du Maine
- 1755-1775 : Louis Charles de Bourbon (1701-1775), comte d'Eu, héritier de son frère Louis Auguste II
- 1775-1791 : le duc de Penthièvre, Louis-Jean-Marie de Bourbon (1725-1793) hérite de son cousin Louis Charles de Bourbon. Il donne le domaine à sa fille, Marie-Adélaïde de Bourbon (1753-1821), en 1791
- 1798 : Jean-François Hippolyte Lecomte, riche négociant, acquiert le domaine de Sceaux en 1798 comme bien national. Sa fille, Anne-Marie Lecomte-Stuart (1808-1870), épousera Napoléon Mortier de Trévise (1804-1869)
- 1869-1870 : Hippolyte Mortier de Trévise (1835-1892) hérite avec ses frères et sœurs du domaine de Sceaux, mais ils vendent leur part à leur frère Jean-François Mortier de Trévise, qui reste seul propriétaire
- 1871 : Jean-François Hippolyte Mortier de Trévise (1840-1892) et son épouse Louise Jenny Gabrielle de Belleyme (1846-1923)
- 1890 : les frères Théodore Berger, financier et Paul Berger, médecin, sont locataires. La ville de Sceaux donnera le nom de ce dernier à la rue en son hommage
- 1892-1923 : la marquise de Trévise (1846-1923), veuve de Jean-François Hippolyte Mortier de Trévise, et sa fille Marie-Louise Leonine Mortier de Trévise, épouse Faucigny-Lucinge de Cystria (1866-1939), vend le domaine de Sceaux, mais se réserve le Petit château
- 1923 : département de la Seine
- 1935 : ville de Sceaux
- 1996 : département des Hauts-de-Seine

## Expositions
- Du 14 mai au 15 août 2011 : « Le dessin français de paysage au XVIIe et XVIIIe siècles  »
- Du 23 mars au 24 juin 2012 : « Ingres en miroir, 66 dessins du musée Ingres de Montauban »
- Du 14 septembre au 16 décembre 2012 : « De Paris à Barbizon, 60 œuvres d'Auguste Lepère »
- Du 22 mars au 30 juin 2013 : « Dessiner à l'Académie royale », œuvres de Nicolas Poussin, Charles Le Brun, Antoine Coypel, Charles Antoine Coypel, François Lemoyne, François Boucher, etc.
- Du 21 mars au 29 juin 2014 : « De Rubens à Delacroix, 100 dessins du musée des beaux-arts d'Angers »
- Du 12 septembre au 14 décembre 2014 : « Trait pour Trait, Jean Fautrier (1898-1964). La pulsion du trait »
- Du 20 mars au 28 juin 2015 : « L'Œil du maître. Esquisses d’Alexandre-François Desportes (1661-1743), des collections de la Cité de la céramique »[9]

## Accès
Ligne B du RER d'Île-de-France à la gare de Sceaux.

## Horaire
- D'avril à octobre : tous les jours, sauf le lundi et le 1er mai, de 14h à 18h30 et jusqu'à 18h le dimanche
- De novembre à mars : tous les jours, sauf le lundi, de 14h à 18h30